# Segev Šalom
Segev Šalom (hebrejsky שֶׂגֶב שָׁלוֹם, arabsky شقيب السلام, Šakíb al-Salam nebo Šukajb al-Salam, v oficiálním přepisu do angličtiny Segev-Shalom) je místní rada (malé město) v Izraeli v Jižním distriktu.

## Geografie
Leží nadmořské výšce 314 metrů nedaleko jihovýchodního okraje Beerševy v rovinaté krajině v severní části Negevské pouště. Terén člení vádí Nachal Con, které míjí město po západní straně, a další vádí na východním okraji obce. Jde o aridní oblast.
Segev Šalom obývají izraelští Arabové, respektive Beduíni, přičemž i v okolní krajině se rozkládají četné živelně rostlé rozptýlené osady polokočovných beduínů. Centrum regionu, město Beerševa, je ovšem židovské. Město je na dopravní síť napojeno pomocí dálnice číslo 25, která se severovýchodně od obce kříží s dálnicí číslo 40.

## Dějiny
Vznik Segev Šalom byl iniciován v roce 1984 ministerstvem bytové výstavby jako součást vládního projektu trvalého usídlení beduínských kmenů v okolí. Konkrétně šlo o beduínský kmen al-Azazma, který do té doby pobýval v provizorních stanech a živelně vznikajících osadách. Nové město mělo být plánovitě řešeným sídelním souborem, který měl kromě bydlení nabídnout i veřejné služby jako zdravotnictví a školství. Původně byla obec součástí Oblastní rady Mašoš. Po jejím rozpuštění získala roku 1996 status místní rady (malého města).
Ve městě funguje pět mateřských škol, dvě základní školy a střední škola. Celkem je navštěvuje 2500 žáků. Za vzděláním sem dojíždějí i děti z beduínských osad v okolí.

## Demografie
Segev Šalom je město s ryze arabskou populací. V roce 2005 tvořili 100,0 % obyvatelstva Arabové a 99,8 % arabští muslimové. Jde o menší sídlo městského typu s trvalým rychlým růstem. K 31. prosinci 2014 zde žilo podle Centrálního statistického úřadu (CBS) 8800 lidí.
| Rok            | 1995  | 2000  | 2001  | 2003  | 2004  | 2005  | 2006  | 2007  | 2008  | 2009  | 2010  | 2011  | 2012  | 2013  | 2014  |
| -------------- | ----- | ----- | ----- | ----- | ----- | ----- | ----- | ----- | ----- | ----- | ----- | ----- | ----- | ----- | ----- |
| Počet obyvatel | 2 354 | 4 800 | 5 010 | 5 495 | 5 905 | 6 260 | 6 519 | 6 792 | 7 078 | 7 323 | 7 700 | 7 800 | 8 200 | 8 500 | 8 800 |

* údaje za rok 2000 a od roku 2010 zaokrouhleny na stovky